# Одед
Пророк Одед упоминается в 28 главе второй книги Паралипоменон. Родом из Самарии, Одед являлся отцом пророка Азарии.
Когда Израильтяне возвращались в Самарию из похода на Иудею, Одед убеждал Израильтян дать свободу пленённым ими Иудеям (двести тысяч жён, сыновей и дочерей) и возвратить взятую ими воинскую добычу. «Господь Бог во гневе на Иудеев предал их в руку вашу». — А разве на самих вас нет вины пред Господом?" сказал Одед пред войском. В своей речи от 9 по 11 стихи, он призвал их возвратить пленённых. В Библии сказано: 

Там был пророк Господень, имя его Одед. Он вышел пред лице войска, шедшего в Самарию, и сказал им: вот Господь Бог отцов ваших, во гневе на Иудеев, предал их в руку вашу, и вы избили их с такою яростью, которая достигла до небес.— Библия:2Пар.28:9
Он присоединился к некоторым самаритянским вождям, которые также призывали к этому. Призыв оказался успешным, и все пленные Иудеи были накормлены, одеты и обуты, помазаны елеем и отпущены в Иерихон к братьям их.
Уильям Сачнид Вайд, профессор библеистики и северо-западных семитских языков в университете Калифорнии, Лос-Анджелес, отмечает, что Одед является единственным пророком в Паралипоменоне, который не обращается к царю. Также, летописцы не считали легитимным северного царя и поэтому не упомянули его в Паралипоменоне.